# Marko Banić
Marko Banić, né le 31 août 1984 à Zadar, dans la république socialiste de Croatie, est un joueur croate de basket-ball, évoluant au poste d'ailier.

## Carrière
Banić manque l'intégralité de la saison 2012-2013 à la suite d'une blessure au genou.
En septembre 2014, Banić signe un contrat d'un an avec l'Alba Berlin, club de première division allemande.

### Palmarès
- Vainqueur de la Ligue adriatique 2003 (KK Zadar)
- MVP de l'EuroCoupe 2010
- Vainqueur de la Coupe de Croatie 2003, 2005, 2019